# Béres Ferenc
Béres Ferenc (Gagybátor, 1922. december 3. – Budapest, 1996. július 6.) Liszt Ferenc-díjas magyar énekművész, furulyaművész, népdalénekes, érdemes és kiváló művész.

## Életpályája
Szülei: Béres János és Timkó Mária voltak. Általános iskoláját Gagybátorban végezte el. Miskolcon volt szakközépiskolás. Sárospatakon a református gimnáziumban tanult. 1945-ben Budapestre költözött. 1946-ban Muharay Elemér Népi Ének-, Tánc- és Játékegyüttesében kezdődött pályafutása; a NÉKOSZ Együttes tagja, a Honvéd Együttes szervezője és alapítója volt; itt végezte el énekművészi tanulmányait. 1948–1957 között szólista és furulyaművész volt. 1949-ben végzett a Pázmány Péter Tudományegyetem néprajz–művészettörténész szakán. 1949-ben pásztorfurulyán a budapesti Világifjúsági Találkozón díjat nyert. 1953-ban a magyar énekkultúra előadója volt. 1958-tól az Országos Rendező Iroda szólistája volt. 1965-től az Országos Filharmónia szólistája lett. 1991–1992 között Erdélyben több mint 60 hangversenyt adott.
Sírja a Farkasréti temetőben található (25-2-18/1).

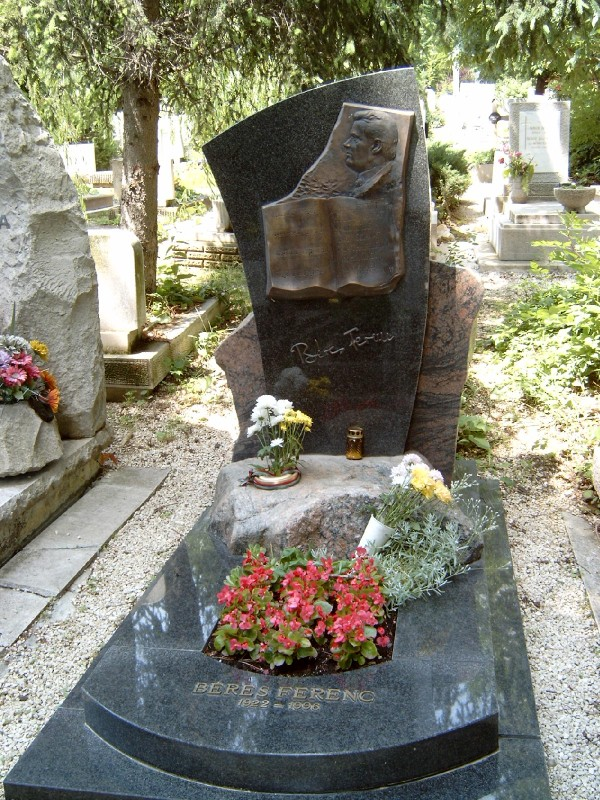
Béres Ferenc sírja Budapesten. Farkasréti temető: 25-2-18/1

## Magánélete
1960-ban házasságot kötött Simig Erzsébettel. Három fiuk született: Ferenc (1960), Gábor (1962) és Bálint (1967).

## Díjai
- VIT-díj (1949)
- hanglemez-nagydíj (Párizs, 1963)
- Sárospatak díszpolgára (1970)
- Liszt Ferenc-díj (1976)
- SZOT-díj (1979)
- Érdemes művész (1980)
- Kiváló művész (1986)

## Emlékezete
- 1998-ban a krasznokvajdai körzeti iskola felvette nevét.
- 1999-ben megkapta a posztumusz Magyar Kultúra Lovagja díjat
- 1999-ben a Farkasréti temető művészparcellájában felavatták síremlékét.
- 2006-ban Sárospatakon a Főgimnázium kertjében avatták fel a művész mellszobrát.
- 2006-ban a gimnázium Béres Ferenc-Alapítványt hozott létre, amelyből egy-egy tehetséges diákot jutalmaznak.